# فسفر تری‌برمید
فسفر تری‌برمید (به انگلیسی: Phosphorus tribromide) با فرمول شیمیایی PBr۳ یک ترکیب شیمیایی با شناسه پاب‌کم ۲۴۶۱۴ است. که جرم مولی آن 270.69 g/mol می‌باشد. شکل ظاهری این ترکیب، مایع بی‌رنگ است.